# Hironoshin Furuhashi
Hironoshin Furuhashi (古橋 廣之進 Furuhashi Hironoshin?,  16 de septiembre de 1928 – 2 de agosto de 2009) fue un nadador japonés. En 1948, estableció los récords mundiales en los 400 y 1.500 metros en los Campeonatos nacionales de Japón. Furuhashi y Japón no pudieron competir en los Juegos Olímpicos de Londres 1948 por la Segunda Guerra Mundial.
Debido a su logro en el Campeonato Nacional de Natación de Estados Unidos de 1949, en el que estableció nuevos récords mundiales de natación de estilo libre en todas las categorías de distancia, los medios de comunicación estadounidenses se refirieron a Furuhashi como "el pez volador del Fujiyama".
Furuhashi compitió en los Juegos Olímpicos de Helsinki 1952, pero no tuvo un buen desempeño debido a los efectos persistentes de la disentería que había contraído durante una gira de natación por América del Sur en 1950. En total, Furuhashi estableció 33 récords mundiales durante su carrera como nadador. Después de retirarse de la natación competitiva, se desempeñó como presidente del Comité Olímpico Japonés durante cinco mandatos hasta que se retiró en 1999.
El 2 de agosto de 2009, fue encontrado en su habitación de un hotel de Roma, donde estaba hospedado por el Campeonato Mundial de Natación de 2009.

## Récords mundiales

### Oficial
Campeonato Nacional de Estados Unidos de 1949
- 400m libres 4:33.3
- 800m libres 9:33.5
- 1500m libres 18:19.0

### No oficial
Campeonato Nacional de Japón de 1947
- 400m libres 4:38.4